# Лещинский, Анджей (канцлер коронный)
Анджей Лещинский (пол. Andrzej Leszczyński; 1608 — 15 апреля 1658) — церковный и государственный деятель Речи Посполитой, секретарь королевский и каноник краковский (с 1624 года), пробст ленчицкий (1628), епископ каменецкий (1641—1646) и хелмский (1646—1652), архиепископ гнезненский и примас Польши (1653—1658), подканцлер коронный (1645—1650) и канцлер великий коронный (1650—1658), аббат-коммендатор тынецкий и червиньский.

## Биография
Представитель знатного польского магнатского рода Лещинских герба Венява. Старший сын канцлера великого коронного Вацлава Лещинского (1576—1628) и кальвинистки Анны Роздражевской (1586 — после 1619). Младшие братья — воевода ленчицкий Владислав (ум. 1679), епископ киевский Ян (ум. 1657) и полковник королевский Рафаил (ум. 1647).
Родился в Голухуве (район Плешева). Учился в иезуитской коллегии в Калише, затем с 1626 года изучал каноническое и гражданское право в Ингольштадте и теологию и философию в Сиене. В 1628 году — каноник краковский, с 1628 года — пробст ленчицкий. В 1633 году был рукоположен в священники.
Вернувшись на родину, Анджей Лещинский стал канцлером польской королевы Цецилии Ренаты Австрийской и аббатом пшементским (с 1636 года). В 1641 году получил сан епископа каменецкого. В 1643 году стал аббатом червиньским, а в 1644 году — тынецким.
В 1645 году Анджей Лещинский получил должность подканцлера коронного, конкурировал с канцлером великим коронным Ежи Оссолинским. В 1646 году стал епископом хелмским. Противник войны с Турцией, сторонник жесткой линии по отношению к казакам и восстанию Богдана Хмельницкого. После смерти бездетного польского короля Владислава IV вначале поддерживал кандидатуру принца Карла Фердинанда, а затем перешел на сторону его старшего брата Яна II Казимира. В качестве награды за его бескопромиссную позицию в 1650 году получил должность канцлера великого коронного. В 1651 году участвовал в украинской кампании и битве под Берестечком.
В 1653 году Анджей Лещинский стал архиепископом гнезненским и примасом Польши. В 1655 года во время Шведского потопа вместе с королём Яном Казимиром уехал из Польши в Силезию, обращался за помощью к германскому императору и папе римскому.
Анджей Лещинский поддеривал реформы государства. Обладал блестящими дипломатическими навыками, но ему не хватало силы воли и энергии. Пытался облегчить антагонизм между королём и магнатами.
15 апреля 1658 года Анджей Лещинский скончался в Скерневице, был похоронен в Ловиче.